# Beta Lacertae
Beta Lacertae (3 Lacertae) é uma estrela na direção da Lacerta. Possui uma ascensão reta de 22h 23m 33.64s e uma declinação de +52° 13′ 46.2″. Sua magnitude aparente é igual a 4.42. Considerando sua distância de 170 anos-luz em relação à Terra, sua magnitude absoluta é igual a 0.84. Pertence à classe espectral G9III.